# Lista odcinków serialu K.C. nastoletnia agentka
Poniżej znajduje się lista odcinków serialu K.C. nastoletnia agentka emitowanego w Polsce od 12 czerwca 2015 roku na kanale Disney Channel.

## Odcinki
| Seria | Seria | Odcinki | Oryginalna emisja | Oryginalna emisja | Oryginalna emisja | Oryginalna emisja |
| Seria | Seria | Odcinki | Premiera serii    | Finał serii       | Premiera serii    | Finał serii       |
| ----- | ----- | ------- | ----------------- | ----------------- | ----------------- | ----------------- |
|       | 1     | 29      | 18 stycznia 2015  | 24 stycznia 2016  | 12 czerwca 2015   | 17 czerwca 2016   |
|       | 2     | 26      | 6 marca 2016      | 13 stycznia 2017  | 29 sierpnia 2016  | 14 lipca 2017     |
|       | 3     | 26      | 7 lipca 2017      | 2 lutego 2018     | 9 września 2017   | 1 sierpnia 2018   |

### Sezon 1 (2015-16)
- Ten sezon liczy 29 odcinków.
- Zendaya Coleman jest obecna we wszystkich odcinkach.
- Veronica Dunne jest nieobecna w jednym odcinku (18).
- Kamil McFadden jest nieobecny w dwóch odcinkach (16, 17)
- Trinitee Stokes jest nieobecna w sześciu odcinkach (1, 4, 6, 7, 9, 13)
- Kadeem Hardison jest nieobecny w pięciu odcinkach (6, 8, 16, 19, 21)
- Tammy Townsend jest nieobecna w pięciu odcinkach (7, 8, 13, 14, 17)

| 1 | Pilot Początek                                                                              | Jon Rosenbaum                                     | Rob Lotterstein Corinne Marshall                           | 18 stycznia 2015     | 12 czerwca 2015                                  | 101     |
| K.C. dostaje swoją pierwszą misję, w której musi aresztować nastoletniego szpiega podczas szkolnych tańców i odzyskać kod wirusa, który niszczy urządzenia mobilne. Problem wynika, gdyż K.C. jest zakochana w szpiegu. Gościnnie: Leah Bateman jako Alina Grady, Tony Calvalero jako Wally, Ashley Fink jako Reena, Chris Brewster jako The Target, Ashlee Fuss jako Juli, Trevor Jackson jako Lincoln Nieobecna: Trinitee Stokes jako Judy Cooper |                                                                                             |                                                   |                                                            |                      |                                                  |         |
| 2 | My Sister from Another Mother... Board Moja Siostra z innej Matki... Zarząd                 | Jon Rosenbaum                                     | Rob Lotterstein                                            | 25 stycznia 2015     | 3 października 2015                              | 102     |
| K.C. stara się uświadomić rodzicom, że jej brat Ernie, mimo iż jest niezdarny, to jest gotów by zostać tajnym szpiegiem. Tymczasem rodzice wprowadzają Judy – robota, który będzie udawać ich nową 10-letnią córkę. Erniego denerwuje to, że nie może być szpiegiem wraz ze swoją rodziną. Pod koniec odcinka, dzięki jego pomocy, w obecności firmy szpiegów, łapie on złodzieja. Agencja oficjalnie mianuje go na szpiega. Gościnnie: Nick Alvarez jako Mateo, Morgan Bertsch jako mała dziewczynka, Rick Hall jako Agent, Terence J. Rotolo as wrogi szpieg, Ed Corbin jako Strażnik ruchu |                                                                                             |                                                   |                                                            |                      |                                                  |         |
| 3 | Give Me a K! Give Me a C! Dajcie mi K! Dajcie mi C!                                         | Jon Rosenbaum                                     | Rob Lotterstein                                            | 8 lutego 2015        | 10 października 2015                             | 103     |
| K.C. niechętnie zgadza się być cheerleaderką z Marissą, by mogły spędzić więcej czasu razem. Tymczasem Craig chce by Ernie zajął się sportem, jednak szybko dostrzega, że jego umiejętności na boisku są o wiele gorsze niż w grach komputerowych. Gościnnie: McKenna Grace jako Quinn, Leah Bateman jako Alina Grady, Danielle Burgio jako Obiekt |                                                                                             |                                                   |                                                            |                      |                                                  |         |
| 4 | Off the Grid Poza Siecią                                                                    | Jon Rosenbaum                                     | Darin Henry                                                | 15 lutego 2015       | 24 października 2015                             | 106     |
| K.C. i Ernie współpracują razem z ich emerytowanymi dziadkami, by uratować Craiga i Kirę z niebezpiecznej misji. Gościnnie: Mays Jackson jako Nauczyciel, Roz Ryan jako babcia Gayle, Thom Williams jako bandyta 1, Charlie Robinson jako Pops, Diane Delano jako Honey Nieobecna: Trinitee Stokes jako Judy Cooper |                                                                                             |                                                   |                                                            |                      |                                                  |         |
| 5 | Photo Bombed Foto Bomba                                                                     | Jon Rosenbaum                                     | Rob Lotterstein                                            | 1 marca 2015         | 17 października 2015                             | 104     |
| Marissa zostaje finalistką w konkursie fotograficznym i jej zdjęcia mogą być na billboardach. problemem są tylko zdjęcia K.C. |                                                                                             |                                                   |                                                            |                      |                                                  |         |
| 6 | How K.C. Got Her Swing Back To jak K.C. wraca do formy                                      | Jon Rosenbaum                                     | Jenn Lloyd i Kevin Bonani                                  | 8 marca 2015         | 31 października 2015                             | 108     |
| Kiedy K.C. traci wiarę w siebie i nie chce iść na misję. Marissa idzie wkrótce na misję za K.C. Tymczasem po tym jak K.C. przypadkowo rzuciła trzema rzutkami w tyłek Erniego, ten udaje, że go boli, więc Kira opiekuje się nim. Gościnnie: Mays Jackson jako Nauczyciel, Shainu Bala jako Mikal Nieobecni: Trinitee Stokes jako Judy Cooper, Kadeem Hardison jako Craig Cooper |                                                                                             |                                                   |                                                            |                      |                                                  |         |
| 7 | Daddy’s Little Princess Mała Księżniczka Tatusia                                            | Jon Rosenbaum                                     | Teri Schaffer i Raynelle Swilling                          | 29 marca 2015        | 7 listopada 2015                                 | 107     |
| Cooperowie muszą ukryć księcia Promomomo na kilka dni w swoim domu. Jednak wkrótce K.C. zaczyna podrywać księcia co nie podoba się Craigowi. Gościnnie: Mays Jackson jako Nauczyciel, Tom Williamson jako książę Promomomo, Erron Jay jako Olu Nieobecne: Trinitee Stokes jako Judy Cooper, Tammy Townsend jako Kira Cooper |                                                                                             |                                                   |                                                            |                      |                                                  |         |
| 8 | Assignment: Get That Assignment Zadanie: Odebrać Zadanie                                    | Kadeem Hardison                                   | Rob Lottersein                                             | 6 kwietnia 2015      | 14 listopada 2015                                | 118     |
| Marissa jako zadanie domowe opisuje jedną z misji K.C. Dziewczynie się to nie podoba i włamują się do klasy nauczyciela aby zabrać pracę. Później nastolatka dostaje szlaban na gadżety za użycie ich w szkole i za nie napisanie raportu z misji. Tymczasem Judy spotyka się z koleżanką, również robotem, za którą nie przepada. Sytuacja się komplikuje, gdy „dziewczynki” zaczynają walczyć, a całą sytuację widzi klasowy kolega Judy. Gościnnie: Mays Jackson jako Nauczyciel, Sherri Shepherd jako Beverly, James DiGiacomo jako Petey Goldfeder, Jaime Moyer jako pani Goldfeder, David Shatraw jako pan Forman, Madison Horcher jako Trudy, Monica Young jako pani Johnson Nieobecni: Tammy Townsend jako Kira Cooper, Kadeem Hardison jako Craig Cooper |                                                                                             |                                                   |                                                            |                      |                                                  |         |
| 9 | Spy-anoia Will Destroy Ya Szpieg będzie chciał cię Zniszczyć                                | Rich Correll                                      | Eileen Conn                                                | 19 kwietnia 2015     | 21 listopada 2015                                | 105     |
| K.C wszędzie widzi szpiegów. Najpierw oskarża o to nauczyciela, który dał jej czwórkę i wypracowania. Nowa dziewczyna Erniego. Jolie wydaje się pozbawiona wad, może wręcz zbyt idealna. Nastoletnia agentka postanawia ją zdemaskować. Gościnnie: Kurt Scholler jako pan Enright Gość specjalny: Bella Thorne jako Jolie Nieobecna: Trinitee Stokes jako Judy Cooper |                                                                                             |                                                   |                                                            |                      |                                                  |         |
| 10-11 | Double Crossed, Part 1 Zdrada, Część 1 The Spy Who Like-Liked Me Szpieg, który mnie Polubił | Joel Zwick (część 1) Jody Margolin Hahn (część 2) | Cat Davis i Eddie Quintana (część 1) Eileen Conn (część 2) | 29 maja 2015         | 28 listopada 2015                                | 109-110 |
| Rodzice powierzają K.C nową misję – musi udawać dziewczynę przystojnego Bretta aby rozgryźć szajkę piratów. Nastolatka nie polubiła go. Wkrótce flirtuje on z Marissą. Gdy on ratuje K.C z rąk opryszków dziewczyna zakochała się w nim. Tymczasem Craig i Kira kłócą się o to, jak obchodzić 20-rocznicę ślubu. Kobieta dostaje tajemnicze kwiaty. Okazuje się, że to od starego wroga Craiga, Zana który kiedyś zdradził agencję a teraz planuje zemstę. Craig i Kira postanowili opowiedzieć dzieciom historię Zane’a który miał być zlikwidowany, ale Craig pozwolił mu uciec w zamian za uratowanie życia. Brett spotyka się z Marissą co denerwuje zazdrosną K.C. Ostatecznie dziewczyna z nim zrywa, a Brett i K.C zostają parą. Agentka zdradza mu sekret o Zanie. Gdy rodzina postanawia wyjechać z miasta, nowy chłopak ich córki przynosi nowinę, że wróg siedzi już w więzieniu. Później jednak chłopiec wychodzi z domu i dzwoni do Zane. Wygląda na to, że współpracują. A co gorsza, są spokrewnieni i to bardzo mocno. Zane jest ojcem Bretta, a ten tylko udaje miłość do K.C! Gościnnie: Mays Jackson jako Nauczyciel, Anna Ross jako Molly Lopez, Ross Butler jako Brett Willis, Timothy Eulich jako Pirat #1, Nicholas Verdi jako Pirat #2, Randall Archer jako Pirat #3 |                                                                                             |                                                   |                                                            |                      |                                                  |         |
| 12 | Double Crossed, Part 2 Zdrada, Część 2 Double Trouble Podwójne Kłopoty                      | John Rosenbaum                                    | Rob Lotterstein                                            | 30 maja 2015         | 5 grudnia 2015                                   | 111     |
| Kira ma słuszne podejrzenia co do Bretta, ale Craig jej nie wierzy. Cieszy się, bo lubi chłopaka a teraz on chodzi z ich córką. Judy zakochuje się... w postaci z gry Erniego! Tymczasem Brett pod pretekstem zabrania K.C na koncert Beyonce, porywa ją i ukrywa w tajnej kryjówce (szopie) ojca Zane'a. Później mężczyzna prezentuje jej klona, który ma udawać prawdziwą nastolatkę aby rodzice nie wszczynali poszukiwań oraz ma on zniszczyć rodzinę Cooperów. Gościnnie: Ross Butler jako Brett Willis, François Chau jako Zane Fuller |                                                                                             |                                                   |                                                            |                      |                                                  |         |
| 13 | Double Crossed, Part 3 Zdrada, Część 3 Endgame Gra Końcowa                                  | John Rosenbaum                                    | Darin Henry                                                | 31 maja 2015         | 12 grudnia 2015                                  | 112     |
| K.C jest więziona od dwóch tygodni. Zaprzyjaźnia się z myszką, której podłącza podsłuch i wysyła do Zane’a i Bretta. Dowiaduje się, że główny plan to rozbicie Organizacji a pokonanie Cooperów to plan poboczny. Tymczasem sobowtór prawdziwej nastolatki wkręca się do rodziny. Judy ma podejrzenia. Niczego nieświadoma Marissa zaprasza K.C na imprezę. Ta zgadza się, ale później blondynka dołącza do prawdziwej porwanej. Okazuje się, że wykradła z pokoju szminkę, która okazuje się być laserem. Przyjaciółki uwalniają się. Zane podszywa się za technika od komputerów (wezwał go Ernie po tym jak zepsuł komputer) i wysyła video przed zgładzeniem Judy i Erniego. Prawdziwa K.C wybiera się z Brettem do agencji i go eliminuje. Później walczy z sobowtórem. Judy i Ernie wezwali rodziców i powiedzieli im żeby poszli do Organizacji. Ostatecznie Brett i Zane zostali aresztowani, a sobowtór po wielu pytaniach w końcu zalicza nagłą skuchę i także idzie za kratki. Gościnnie: Ross Butler jako Brett Willis, François Chau jako Zane Fuller, Rick Marcus jako Agent |                                                                                             |                                                   |                                                            |                      |                                                  |         |
| 14 | Stakeout Takeout Na Wynos                                                                   | Jon Rosenbaum                                     | Darin Henry                                                | 7 czerwca 2015       | 19 grudnia 2015                                  | 117     |
| K.C i Marissa chcą wybrać się na wakacje do Miami, aby skorzystać z urlopu K.C. Plany komplikują się, gdy ojciec wzywa córkę na misję. Cały dzień siedzi w aucie i z rodziną podglądają winnego, a Marissa wyleguje się na plaży. W końcu dzwoni babcia-agent nastolatki i zdziwiona jest tym, że K.C jest na misji. Ojciec bał się ją puścić i ją okłamał. Dziewczyna rezygnuje z misji i przez tablet wyleguje się na plaży z Marissą. Gościnnie: Brandon Loeser jako Alexander Garrett, Chaz Ahern jako Chad Nieobecne: Trinitee Stoker jako Judy Cooper, Tammy Townsend jako Kira Cooper |                                                                                             |                                                   |                                                            |                      |                                                  |         |
| 15 | The Neighborhood Watchdogs Straż Sąsiedzka                                                  | John Rosenbaum                                    | Darie Henry                                                | 14 czerwca 2015      | 26 grudnia 2015                                  | 122     |
| Craig staje na czele straży sąsiedzkiej wymyślonej przez K.C po ostatnim włamaniu u sąsiadów. Tymczasem jednak włamywacz wchodzi do domu. Judy odrzuca zaloty kolegi z klasy. Gościnnie: Lauren L. Lawson jako Henchwoman, Fred Stoller jako Herb, Alycen Malone jako panna Forunato, J. Anthony McCarthy jako Policjant, James DiGiacomo jako Petey Goldfeder Goście specjalni: Pentatonix jako oni sami Nieobecna: Tammy Townsend jako Kira Cooper |                                                                                             |                                                   |                                                            |                      |                                                  |         |
| 16 | First Friend Pierwszy Przyjaciel                                                            | Jon Rosenbaum                                     | Darie Henry                                                | 26 czerwca 2015      | 11 marca 2016                                    | 125     |
| W ramach nowej akcji K.C. wybiera się na Uniwersytet Maryland by ochraniać córkę prezydenta. Choć nie powinna, agentka niemal od razu zaprzyjaźnia się z Elizą, co sprawia, że Marissa jest zazdrosna. Eliza odkrywa sekret K.C. i nie chce z nią rozmawiać. Z pomocą Marissy i jej „imp radaru” agentka odnajduje obiekt swojej misji. Gościnnie: James DiGiacomo jako Petey Goldfeder, Mckaley Miller jako Eliza Montgomery |                                                                                             |                                                   |                                                            |                      |                                                  |         |
| 17 | Operation: Other Side, Part 1 Operacja: Druga Strona, Część 1                               | Jon Rosenbaum                                     | Eileen Conn                                                | 12 lipca 2015        | 18 marca 2016                                    | 114     |
| K.C. i Kira mają nową misję w lokalnym poprawczaku. Agentka wciela się w osadzoną, zaś jej matka – w jedną ze strażniczek. Celem jest odkrycie kto rekrutuje szpiegów do agencji złoczyńców zwanej Drugą Stroną. Okazuje się, że to strażniczka znana jako Big Ange, która zaprasza K.C. do dołączenia do swojej bandy. Później K.C zgadza się na kolejną misję pod przykrywką, ale tym razem musi iść na nią sama. Gościnnie: Cocoa Brown jako Big Ange, Vivian Lamolli jako Scar, James DiGiacomo jako Petey Goldfeder, Ross Butler jako Brett Willis Nieobecni: Kamil McFadden jako Ernie Cooper, Kadeen Hardison jak Craig Cooper |                                                                                             |                                                   |                                                            |                      |                                                  |         |
| 18 | Operation: Other Side, Part 2 Operacja: Druga Strona, Część 2                               | Kimberly McCullough                               | Rob Lotterstein                                            | 19 lipca 2015        | 25 marca 2016                                    | 115     |
| K.C. przechodzi na Drugą Stronę, gdzie odbywa szkolenie, choć jej prawdziwym celem jest unieszkodliwienie złowrogiej rakiety poprzez usunięcie z niej substancji chemicznej mającej zniszczyć plony pszenicy. Agentka dostaje nowego instruktora ds. sztuk walki, którym okazuje się być... Brett. Gościnnie: Ross Butler jako Brett Willis, Lee Reherman jako Victor Nieobecni: Kamil McFadden jako Ernie Cooper, Tammy Townsend jako Kira Cooper |                                                                                             |                                                   |                                                            |                      |                                                  |         |
| 19 | K.C and the Vanishing Lady K.C i Pani Vanderwoort                                           | Rich Correll                                      | Cat Davis & Eddie Quintana                                 | 26 lipca 2015        | 1 kwietnia 2016                                  | 119     |
| Gościnnie: Jonathan Schmock jako Lloyd, Natalija Nogulich jako Pani Vandervoort, Erin Matthews jako Pan Andrews, Noah Crawford jako Gabriel Nieobecna: Veronica Dunne jako Marisa |                                                                                             |                                                   |                                                            |                      |                                                  |         |
| 20 | Debutante Baller Bal Debiutantki                                                            | Jon Rosenbaum                                     | Raynelle Swilling & Teri Schaffer                          | 9 sierpnia 2015      | 22 kwietnia 2016                                 | 113     |
| Kira wspomina czasy swojej młodości i chce wybrać się z K.C. na bal debiutantek. Widząc, że ta nie jest zainteresowana, Kira wkręca córkę, że zabawa jest nową misją organizacji. Rzeczy się komplikują, gdy K.C., dla której bale to coś nietypowego, prosi Marissę o pomoc w dostosowaniu się, co czyni Kirę zazdrosną. Tymczasem w domu Cooperów Judy i Ernie rywalizują ze sobą. Gościnnie: Telma Hopkins jako Miss Holley, Regin Edwards jako Kitten Nieobecny: Kadeem Hardison jako Craig Cooper. |                                                                                             |                                                   |                                                            |                      |                                                  |         |
| 21 | K.C.'s the Man K.C jako Mężczyzna                                                           | Rosario J. Roveto, Jr.                            | Teri Schaffer & Raynelle Swilling                          | 16 sierpnia 2015     | 15 czerwca 2016                                  | 127     |
| K.C i Ernie dostają misję. Polega ona na tym, że K.C przebierze się za mężczyznę i wraz ze swoim bratem będzie udawała strażników, by dowiedzieć się o zaginięciu pewnego chłopaka. Dowiadują się, że ich sąsiad w internacie Spencer miał coś wspólnego z zaginięciem Lorenza. Ernie sprowadza K.C do kotłowni, gdzie znajduje się zaginiony chłopak. Gościnnie: Barrett Carnahan jako Spencer, Dante Swain jako Aaron, Sully Zack jako Lorenzo. |                                                                                             |                                                   |                                                            |                      |                                                  |         |
| 22-23 | Runaway Robot Nieposłuszny Robot                                                            | Joel Zwick                                        | Rob Lotterstein                                            | 7 września 2015      | 8 kwietnia 2016 (cz. 1) 15 kwietnia 2016 (cz. 2) | 120-121 |
| Judy czuje się smutna tym, że z wiadomych względów nie ma urodzin. Chcąc jej pomóc, K.C. odszukuje Simone, twórczynię „siostry”. Między dziewczętami dochodzi jednak do kłótni, po której Judy postanawia opuścić dom Cooperów i zamieszkać wraz z Simone. Tam jednak również czuje się niedoceniana i znowu ucieka. W międzyczasie wplątuje się w aferę związaną z Inną Stroną. Szef Drugiej Strony planuje stworzyć własną armię klonów Judy, by szerzyć zło. K.C. wraz z Simone – zresztą niezbyt chętną – robią wszystko, by natrafić na jej ślad. Czy ten niezbyt zgrany duet pomoże Judy? Trop wiedzie aż na Alaskę, gdzie stosunki pomiędzy oba paniami jeszcze się ochłodzą... Gościnnie: Chris Ellis jako Christos, James DiGiacomo jako Petey, Mike Lane jako Paul Gość specjalny: Raven-Symone jako Simone Nieobecny: Kadeem Hardison jako Craig Cooper |                                                                                             |                                                   |                                                            |                      |                                                  |         |
| 24 | All Howl’s Eve Wyjące Halloween                                                             | Jon Rosenbaum                                     | Dava Savel                                                 | 4 października 2015  | 28 października 2015                             | 123     |
| Gościnnie: Rick Hall jako Agent Johnson, James DiGiacamo jako Petey, Chris O’Neal jako River Goście specjalni: Peyton List jako Emma Ross, Skai Jackson jako Zuri Ross. |                                                                                             |                                                   |                                                            |                      |                                                  |         |
| 25 | The Get Along Vault Sami w Skarbcu                                                          | Phill Lewis                                       | Jenn Lloyd & Kevin Bonani                                  | 18 października 2015 | 13 czerwca 2016                                  | 126     |
| K.C i Ernie mają problem ze współpracą, dostają więc wspólną misję. Ich zadaniem jest obserwować sejf w banku i złapać złodzieja. Niestety udaje mu się ich przechytrzyć, puszczając zaokrąglone nagranie z kamery. Gdy w końcu się zorientowali biegną do sejfu i zostają tam zamknięci, jeśli nie opuszczą go w ciągu dwóch godzin tlen się skończy i umrą. Gościnnie:Jaime Moyer jako Pani Goldfeder |                                                                                             |                                                   |                                                            |                      |                                                  |         |
| 26 | Enemy of the State Wróg Stanu                                                               | Joel Zwick                                        | Eileen Conn                                                | 8 listopada 2015     | 14 czerwca 2016                                  | 124     |
| Matka K.C zostaje aresztowana za zburzenie biura rządu w Hongkongu. Zdesperowani Cooperowie robią wszystko by wyciągnąć ją z aresztu, jak się potem okazuje stary wróg Kiry ma w tym swój udział. Gościnnie: Arden Myrin jako Maggie, Patrick Cassidy jako Chuck Maddox, Rick Hall jako Agent Johnson, Michelle Noh jako Real Maggie |                                                                                             |                                                   |                                                            |                      |                                                  |         |
| 27 | Twas the Fight Before Christmas Walka przed Świętami                                        | Joel Zwick                                        | Jenn Lloyd & Kevin Bonani                                  | 6 grudnia 2015       | 5 grudnia 2016                                   | 116     |
| Gościnnie: George Wallace jako Pappa Earl |                                                                                             |                                                   |                                                            |                      |                                                  |         |
| 28 | K.C. and Brett: The Final Chapter – Part 1 K.C i Brett: Finał Sezonu – Część 1              | David Kendall                                     | Rob Lotterstein                                            | 17 stycznia 2016     | 16 czerwca 2016                                  | 128     |
| Brett ma za zadanie zabić K.C, jeśli tego nie zrobi to druga strona zabije i K.C, jak i Breta, jednak nie daje rady. Dowiadując się o tym wrogowie wysyłają do działania dziewczynę Bretta – Ursulę. Znajduje ona dwójkę, gdy jadą samochodem. K.C z trudem wychodzi na dach jadącego auta, by powstrzymać Ursulę. Niestety podczas bitwy nie zauważa przepaści i auto dziewczyny Bretta spada na dół, wraz z K.C. Gościnnie: Sherri Shepherd jako Beverly oraz Cait Fairbanks jako Ursula |                                                                                             |                                                   |                                                            |                      |                                                  |         |
| 29 | K.C. and Brett: The Final Chapter – Part 2 K.C i Brett: Finał Sezonu – Część 2              | Jon Rosenbaum                                     | Rob Lotterstein                                            | 24 stycznia 2016     | 17 czerwca 2016                                  | 129     |
| Brett wychodzi z samochodu i ubolewa nad K.C, po chwili zauważa ją trzymającą się na gałęzi. Po krótkiej rozmowie i przekonaniu, że Ursula nie żyje odjeżdżają, chwilę później dziewczyna Bretta wychodzi na górę przepaści. W domu Cooperów panuje chaos, Craig daje wszystkim papiery z nowymi tożsamościami, gdy nagle dzwoni Beverly i mówi, że wie, że Brett się gdzieś ukrywa i jeśli dowie się, że oni go ukrywali to zostaną zwolnieni ze stanowisk szpiegowskich. K.C, Brett, Ernie i Marissa jadą do domku Marissy na obrzeżach Kanady, ale Ursula ich znajduje i muszą uciekać. Ernie i Marissa chowają się za domkiem, a K.C i Brett biorą konie i przechytrzają Ursulę. Ursula strzela do Bretta laserem, a ten upada, a ona ucieka. Następnie K.C wyjawia Bretowi, że go kocha i żegna go. Chłopak jedzie do Kanady. Po powrocie do domu Beverly mówi, że dowiedziała się, że ukrywali Bretta. Cooperowie zostają zwolnieni, a Judy zostaje przeniesiona do innego domu. Gościnnie: Sherri Shepherd jako Beverly oraz Cait Fairbanks jako Ursula |                                                                                             |                                                   |                                                            |                      |                                                  |         |

### Sezon 2 (2016-17)
| 30-31 | Coopers Reactivated! Cooperowska Reaktywacja                      | Jon Rosenbaum                      | Rob Lotterstein                       | 6 marca 2016                                        | 29 sierpnia 2016                                | 201-202 |
| Po miesiącu Cooperowie nadal nie wrócili do organizacji. Tymczasem z więzienia ucieka groźny przestępca zwany jako szakal, który robi wszystko by zemścić się na rodzinie Cooperów... Gościnnie: Chris Tavarez jako Darien, James Logan jako Jackal, Rick Hall jako Agent Johnson, Yetide Badaki jako Penelope, Robert Michael Morris jako Agent Nelson |                                                                   |                                    |                                       |                                                     |                                                 |         |
| 32 | Do You Want to Know a Secret? Chcesz poznać mój sekret?           | Jon Rosenbaum                      | Rob Lotterstein                       | 13 marca 2016                                       | 30 sierpnia 2016                                | 203     |
| Kiedy Abby Winston odwiedza rodzinę Cooperów, okazuje się, że jest ona kuzynką K.C. Na jaw wychodzi tajemnica Kiry – miała ona siostrę. Gościnnie: Chris Tavarez jako Darien, Kara Royster jako Abby |                                                                   |                                    |                                       |                                                     |                                                 |         |
| 33 | Rebel with a Cuz Bunt z kumplem                                   | Robbie Countryman                  | Eileen Conn                           | 20 marca 2016                                       | 31 sierpnia 2016                                | 204     |
| K.C. zaczyna kłamać by potajemnie spotykać się z Abby. Tymczasem Kira dowiaduje się, że jest jej siostrzenicą. Pod koniec odcinka wychodzi na jaw, że matka Abby jednak żyje. Nie świadome niczego są podsłuchiwane przez organizację. Gościnnie: Chris Tavatez jako Darien, Kara Royster jako Abby oraz Rick Hall jako agent Johson Nieobecni: Kadeem Hardison jako Craig |                                                                   |                                    |                                       |                                                     |                                                 |         |
| 34 | The Mother of All Missions Matka wszystkich Misji                 | Joel Zwick                         | Darin Henry                           | 10 kwietnia 2016                                    | 1 września 2016                                 | 205     |
| K.C. odkrywa, że są podsłuchiwani, Kira w desperacji przyczepia pluskwę Marissie. Następnie z Abby lecą na Karaiby, do matki Abby, która wraz ze swoją córką ma plan. Gościnnie: Jasmine Guy jako Erica, Kara Royster jako Abby, Rick Hall jako agent Johson oraz Tyler Poelle jako agent Gibb Oraz Kel Mitchell jako agent Dick Nieobecni: Trinitee Stokes jako Judy |                                                                   |                                    |                                       |                                                     |                                                 |         |
| 35 | Accidents Will Happen Wypadki się Zdarzają                        | Alfonso Ribeiro                    | Vincent Brown                         | 17 kwietnia 2016                                    | 12 listopada 2016                               | 206     |
| Po czwartej randce K.C. z Darienem zdarza się wypadek, chłopak zostaje potrącony i trafia do szpitala. Gdy pewnego dnia K.C. wsiada do szpitalnej windy wsiada Abby i ukazuje swoje prawdziwe oblicze. Szantażowana Kira i jej córka zgadzają się by przeprowadzić misję dla Drugiej Strony. Pod koniec odcinka K.C. zrywa z Darienem dla jego dobra. By był bezpieczny. Gościnnie: Jasmine Guy jako Erica, Kara Royster jako Abby oraz Chris Tavatez jako Darien |                                                                   |                                    |                                       |                                                     |                                                 |         |
| 36 | Brainwashed Pranie Mózgu                                          | Joel Zwick                         | Rob Lotterstein                       | 24 kwietnia 2016                                    | 13 listopada 2016                               | 207     |
| Abby i Erica rozpoczynają pierwszą fazę ich planu, hipnotyzują przyszłego wiceprezydenta i Erniego. Tymczasem K.C. dowiaduje się, że przywódcą Drugiej Strony jest ojciec Abby, który uniknął pozbawienia wolności przez organizację. Po nieudanym zamachu rozpoczyna się wyścig na jeziorze, K.C niszczy łódź Abby i Ericki i myśli, że ich wyeliminowała, lecz tak naprawdę ocalały i chcą jak najszybciej się zemścić. Gościnnie: Jasmine Guy jako Erica, Kara Royster jako Abby oraz Rick Hall jako agent Johson. Nieobecni: Trinitee Stokes jako Judy oraz Veronica Dunne jako Marisa                                                                               |                                                                   |                                    |                                       |                                                     |                                                 |         |
| 37 | The Truth Hurts Prawda Boli                                       | Alfonso Ribeiro                    | Vincent Brown                         | 8 maja 2016                                         | 19 listopada 2016                               | 208     |
| K.C. wypija serum prawdy, które stworzył Ernie i wychodzą z tego poważne problemy – Petey dowiaduje się, że Cooperzy są szpiegami, ale na szczęście nikt mu nie wierzy. Tymczasem Marisa próbuje się dostać do pracy wolontariuszki, lecz K.C. pod wpływem serum niszczy spotkanie rekomendacyjne. Gościnnie: Jaime Moyer jako Pani Goldfeder, James DiGiacomo jako Petey oraz Mike McCafferty jako Todd Clint Nieobecni: Tammy Townsend jako Kira Cooper oraz Kadeem Hardison jako Craig Cooper |                                                                   |                                    |                                       |                                                     |                                                 |         |
| 38 | Down in the Dumps Pogrążony w Odpowiedzialności                   | Gil Junger                         | Cat Davis                             | 15 maja 2016                                        | 20 listopada 2016                               | 209     |
| K.C. postanawia pomóc Erniemu w podbudowaniu swojej pewności, więc mówi mu, że jest odpowiedzialny za kolejną misję, następnie tego żałuje. Tymczasem Marissa umawia się z nowo poznanym chłopakiem, dowiaduje się, że jest niższej kwoty, więc robi wszystko, by nie okazywać, że jest bogata. Gościnnie: Kevin Csolak jako Adam oraz Nikki Castillo jako Akina Nieobecni: Trinitee Stokes jako Judy oraz Tammy Townsend jako Kira Cooper |                                                                   |                                    |                                       |                                                     |                                                 |         |
| 39 | Dance Like One’s Watchin' Tańczyć, jakby nikt nie patrzał         | Gil Junger                         | Eddie Quintana                        | 22 maja 2016                                        | 26 listopada 2016                               | 210     |
| Komplikacje przy nowej Misji K.C. doprowadzają do tego, że jako Bernie umawia się z osiemdziesięcioletnią Irmą z domu Seniora, tym samym czekając na pojawienie się mężczyzny, któremu ma podłożyć lokalizator. Tymczasem Petey naraża się Judy i ta wprawia mu koszmar z maszynami. Gościnnie: James DiGiacomo oraz Florence Henderson jako Irma Nieobecni: Kadeem Hardison jako Craig Cooper oraz Tammy Townsend jako Kira Cooper |                                                                   |                                    |                                       |                                                     |                                                 |         |
| 40 | The Love Jinx Miłosny Pech                                        | Joel Zwick                         | Jenn Lloyd Kevin Bonani               | 19 czerwca 2016                                     | 27 listopada 2016                               | 211     |
| Podczas ceremonii ślubnej przyjaciół Kiry i Craiga Coopera okazuje się, że pastor, który udzielał ślubu rodzicom K.C. i Erniego był z Drugiej Strony i nie miał święceń, więc związek małżeński jest nieważny. K.C. postanawia zrobić wszystko by uroczystość odbyła się jak sprzed dwudziestu lat. Gościnnie: Charlie Robinson jako Dziadek King, Rick Hall jako Agent Johnson oraz Nikki Castillo jako Akina |                                                                   |                                    |                                       |                                                     |                                                 |         |
| 41 | K.C Levels Up Level Wyżej                                         | Danny Teeson                       | Eileen Conn                           | 10 lipca 2016                                       | 4 grudnia 2016                                  | 212     |
| K.C. dowiaduje się, że wkrótce przejdzie test, by zostać najmłodszą najstarszą agentką w organizacji. Do tego Craig zawala kuchnię Pani Goldfeder, a ta się wprowadza do domu rodziny Cooperów. Tymczasem Marisa przyjmuje ucznia z wymiany z Europy, jest zawiedziona jego wyglądem. Gościnnie: Rick Hall jako Agent Johson, James DiGiacomo jako Petey, Jaime Moyer jako Pani Goldfeder oraz Philip Labes jako Jerk |                                                                   |                                    |                                       |                                                     |                                                 |         |
| 42 | Catch Him If You Can Złap go, jeśli potrafisz                     | Eileen Conn                        | Rob Lotterstein                       | 17 lipca 2016                                       | 10 grudnia 2016                                 | 213     |
| K.C. i łowca głów – Pinky polują na tego samego hakera komputerowego, i dlatego przyłączają się do niego za pomocą kajdanek, następnie tego żałują. Tymczasem Marissa i Ernie dostają zadanie na zajęciach szkolnych, którego celem jest udawanie dobrego małżeństwa. Dziewczyna jest niezadowolona. Gościnnie: Samm Levine jako Noah oraz Cozi Zuehlsdorff |                                                                   |                                    |                                       |                                                     |                                                 |         |
| 43 | Sup, Dawg? Co tam?                                                | Kadem Hardison                     | Eileen Conn                           | 24 lipca 2016                                       | 11 grudnia 2016                                 | 214     |
| 44-45 | Tightrope of Doom Lina Zagłady                                    | Robbie Countryman                  | Rob Lotterstein                       | 7 sierpnia 2016                                     | 4 marca 2017 (cz. 1) 11 marca 2017 (cz. 2)      | 219-220 |
| Część 1: K.C. wraz z rodziną wstępują do cyrku, by odkryć złodzieja obrazów z tutejszego muzeum. Agentka utożsamia się jako zawodowa akrobatyczka na linie, i zdobywa uprzejmość jednego z przystojnych cyrkowców. Podczas gdy Ernie przygotowuje się na próbę jedna z uczestniczek wyznaje mu miłość. Natomiast Judy naśmiewa się z różnych cyrkowców sama pokazując co potrafi, dlatego zionie ogniem. Gdy K.C. dostaje liścik od anonimu, który napisał, że wie o jej misji, przychodzi na miejsce dostarczenia ważnych informacji na temat złodzieja, lecz czeka ją straszna niespodzianka. W pomieszczeniu, w którym się zatrzasnęła pojawiły się wściekłe tygrysy. |                                                                   |                                    |                                       |                                                     |                                                 |         |
| 46 | The Legend of Bad, Bad Cleo Brown Legenda o Złej, Złej Cleo Brown | Nzingha Stewart                    | Teri Schaeffer Raynelle Swilling      | 14 sierpnia 2016                                    | 18 marca 2017                                   | 221     |
| Gościnnie: Roz Ryan jako Babcia Gayle oraz Tom Wilson jako Agent Whitman |                                                                   |                                    |                                       |                                                     |                                                 |         |
| 47 | Spy of the Year Awards Nagroda szpiega Roku                       | Robbie Countryman                  | Eddie Quintana                        | 11 września 2016                                    | 25 marca 2017                                   | 218     |
| Gościnnie: John O’Hurley jako Buck Marshall oraz Adam Irigoyen jako Tolentinó |                                                                   |                                    |                                       |                                                     |                                                 |         |
| 48-49 | In too Deep Za Głęboko                                            | Rosario Roveto, Jr., Stephen Engel | Darin Henry, Jeen Loud i Kevin Bonani | 18 września 2016(część 1) 25 września 2016(część 2) | 1 kwietnia 2017 (cz. 1) 8 kwietnia 2017 (cz. 2) | 214-215 |
| Gościnnie: Rick Hall jako Agent Johnson, Alice Lee jako Keller, Rafael Petardi jako Rollin oraz Myko Olivier jako Reese |                                                                   |                                    |                                       |                                                     |                                                 |         |
| 50 | Virtual Insanity Wirtualny Obłęd                                  | Chris Poulos                       | Darin Henry                           | 2 października 2016                                 | 10 lipca 2017                                   | 223     |
| Gościnnie: Ross Butler jako Brett Willis, Jaime Moyer jako Pan Goldfeder, David Hull jako Damon oraz Natalie Lander jako Darci |                                                                   |                                    |                                       |                                                     |                                                 |         |
| 51 | Undercover Mother Szpiegowska Matka                               | Joely Fisher                       | Cat Davis                             | 6 listopada 2016                                    | 11 lipca 2017                                   | 222     |
| Gościnnie: Noah Weisberg jako C.W. Barnes |                                                                   |                                    |                                       |                                                     |                                                 |         |
| 52 | Trust No One Nikomu nie Ufać                                      | Robbie Countryman                  | Kurt Maloney                          | 13 listopada 2016                                   | 12 lipca 2017                                   | 217     |
| Gościnnie: Rick Hall jako Agent Johnson oraz Francois Chau jako Zane |                                                                   |                                    |                                       |                                                     |                                                 |         |
| 53 | Holly Holly Not So Jolly Święty, Święty nie taki Przyjemny        | Rosario Roveto Jr.                 | Rob Lotterstein                       | 4 grudnia 2016                                      | 7 grudnia 2017                                  | 224     |
| Gościnnie: Joel Brooks jako Dr. Levinstein |                                                                   |                                    |                                       |                                                     |                                                 |         |
| 54 | Collision Course Kolizyjny Kurs                                   | Joel Zwick                         | Jenn Lloyd Kevin Bonani               | 6 stycznia 2017                                     | 13 lipca 2017                                   | 225     |
| Gość specjalny: Jasmine Guy jako Erica King Gościnnie: Rick Fox jako Richard Martin, Kara Royster jako Abby Martin oraz Joel Brooks as Dr. Levinstein |                                                                   |                                    |                                       |                                                     |                                                 |         |
| 55 | Family Feud Rodzinna Potyczka                                     | Jon Rosenbaum                      | Rob Lotterstein                       | 13 stycznia 2017                                    | 14 lipca 2017                                   | 226     |
| Gość specjalny: Jasmine Guy jako Erica King Gościnnie: Rick Fox jako Richard Martin, Kara Royster jako Abby Martin, Francois Chau jako Zane oraz Rick Hall jako Agent Johnson |                                                                   |                                    |                                       |                                                     |                                                 |         |

### Sezon 3 (2017-18)
| Nr    | Tytuł                                                                         | Reżyseria                             | Scenariusz              | Premiera          | Premiera w Polsce | Kod     |
| ----- | ----------------------------------------------------------------------------- | ------------------------------------- | ----------------------- | ----------------- | ----------------- | ------- |
| 56-57 | Coopers on the Run Cooperzy w akcji                                           | Rosario Roveto, Jr. Robbie Countryman | Rob Lotterstein         | 7 lipca 2017      | 9 września 2017   | 301-302 |
| 58    | Welcome to the Jungle Witamy w dżungli                                        | Robbie Countryman                     | Rob Lotterstein         | 14 lipca 2017     | 27 listopada 2017 | 303     |
| 59    | Out of the Water and Into the Fire Z ognia do wody                            | Robbie Countryman                     | Rob Lotterstein         | 14 lipca 2017     | 28 listopada 2017 | 304     |
| 60    | Web of Lies Sieć kłamstw                                                      | Robbie Countryman                     | Darin Henry             | 28 lipca 2017     | 29 listopada 2017 | 305     |
| 61    | Teen Drama Nastoletni dramat                                                  | Robbie Countryman                     | David Tolentino         | 4 sierpnia 2017   | 30 listopada 2017 | 306     |
| 62    | K.C. Under Construction K.C. pod budową                                       | Eileen Conn                           | Jenn Lloyd Kevin Bonani | 11 sierpnia 2017  | 1 grudnia 2017    | 307     |
| 63    | The Storm Maker Burzonator                                                    | Robbie Countryman                     | Jenn Lloyd Kevin Bonani | 18 sierpnia 2017  | 4 grudnia 2017    | 308     |
| 64    | Keep on Truckin' Trzymaj się ciężarówki                                       | Jon Rosenbaum                         | Darin Henry             | 25 sierpnia 2017  | 5 grudnia 2017    | 309     |
| 65    | Unmasking the Enemy Demaskowanie Wroga                                        | Jon Rosenbaum                         | Rob Lotterstein         | 3 listopada 2017  | 6 grudnia 2017    | 310     |
| 66    | The Truth Will Set You Free Prawda cię wyzwoli                                | Jon Rosenbaum                         | Eileen Conn             | 10 listopada 2017 | 7 grudnia 2017    | 311     |
| 67    | Stormy Weather Nawałnica                                                      | Jon Rosenbaum                         | Darin Henry             | 17 listopada 2017 | 8 grudnia 2017    | 312     |
| 68    | Deleted! Zlikwidowany!                                                        | Kadeem Hardison                       | Jenn Lloyd Kevin Bonani | 24 listopada 2017 | 25 lipca 2018     | 315     |
| 69    | Second Chances Drugie Szanse                                                  | Jon Rosenbaum                         | Rob Lotterstein         | 15 stycznia 2018  | 16 lipca 2018     | 313     |
| 70    | Revenge of the Van People Zemsta ludzi z Vana                                 | Jon Rosenbaum                         | Shawnté McCall          | 16 stycznia 2018  | 17 lipca 2018     | 314     |
| 71    | The Gammy Files Pliki Gammy                                                   | Eileen Conn                           | Rob Lotterstein         | 17 stycznia 2018  | 18 lipca 2018     | 319     |
| 72    | Take Me Out Zabierz Mnie Stąd                                                 | Joel Zwick                            | Kurt Maloney            | 18 stycznia 2018  | 19 lipca 2018     | 316     |
| 73    | Twin It to Win It Bliźniak, aby Wygrać                                        | Joel Zwick                            | LaTonya Croff           | 22 stycznia 2018  | 20 lipca 2018     | 317     |
| 74    | Cassandra Undercover Cassandra Nastoletnia Agentka                            | Joel Zwick                            | David Tolentino         | 23 stycznia 2018  | 23 lipca 2018     | 318     |
| 75    | K.C. Times Three Trzy Czasy K.C.                                              | Patrick Manoley                       | Dava Savel              | 24 stycznia 2018  | 24 lipca 2018     | 320     |
| 76    | The Domino Effect Efekt Domina                                                | Eileen Conn                           | Darin Henry             | 29 stycznia 2018  | 26 lipca 2018     | 321     |
| 77    | Domino 2: Barbecued Domino 2: Opiekany                                        | Joely Fisher                          | Rob Lotterstein         | 30 stycznia 2018  | 27 lipca 2018     | 322     |
| 78    | Domino 3: Buggin’ Out Domino 3: Wyloguj się                                   | Jon Rosenbaum                         | Jenn Lloyd Kevin Bonani | 31 stycznia 2018  | 30 lipca 2018     | 323     |
| 79    | Domino 4: The Mask Domino 4: Maska                                            | Jon Rosenbaum                         | Rob Lotterstein         | 1 lutego 2018     | 31 lipca 2018     | 324     |
| 80-81 | K.C. Undercover: The Final Chapter K.C. Nastoletnia Agentka: Ostatni Rozdział | Jon Rosenbaum                         | Rob Lotterstein         | 2 lutego 2018     | 1 sierpnia 2018   | 325-326 |